# Pronom reflexiu
Un pronom reflexiu és el pronom que fa recaure l'acció del verb sobre el subjecte, com a la frase "En Lluís es renta", en què l'agent i el receptor de "rentar-se" és la mateixa persona. La major part de les llengües indoeuropees posseeixen aquest tipus de pronoms, que sembla provenir dels primers estadis evolutius de la llengua comuna. El pronom pot mantenir concordança en gènere, nombre i cas amb el subjecte o ser una partícula neutra com passa també en la més part dels idiomes.